# 폐후 박씨
박황후(薄皇后, ? ~ 기원전 151년)는 전한 중기의 황제 경제의 황후이다.

## 생애
효문태후 집안의 여식으로, 경제가 황태자였을 때 비가 되었다. 경제가 황제로 즉위하였을 때 황후가 되었으나, 슬하에 자식도 없었고 사랑 또한 받지 못하였다. 효문태후가 죽자 폐위되었고, 4년 후 죽어 장안 동쪽 평망정(平望亭)의 남쪽에 묻혔다.

## 출전
- 반고, 《한서》 권97상 외척전 上